# Lennox Miller
Lennox Miller, född den 8 oktober 1946 i Kingston, Jamaica, död 8 november 2004 i Pasadena, USA, var en jamaicansk friidrottare inom kortdistanslöpning.
Han tog OS-brons på 100 meter vid friidrottstävlingarna 1972 i München. 
Lennox Miller är far till Inger Miller.